# Пыелка
Пыелка — река в России, протекает в Верхнекамском районе Кировской области. Устье реки находится в 1293 км по левому берегу реки Кама. Длина реки составляет 18 км.
Исток реки у нежилой деревни Булатово в 6 км к северо-востоку от села Кай. Река течёт на восток параллельно Каме к северу от неё, сильно петляя. Населённых пунктов и крупных притоков нет. Впадает в Каму выше посёлка Камский.

## Данные водного реестра
По данным государственного водного реестра России относится к Камскому бассейновому округу, водохозяйственный участок реки — Кама от истока до водомерного поста у села Бондюг, речной подбассейн реки — бассейны притоков Камы до впадения Белой. Речной бассейн реки — Кама.
По данным геоинформационной системы водохозяйственного районирования территории РФ, подготовленной Федеральным агентством водных ресурсов:
- Код водного объекта в государственном водном реестре — 10010100112111100001167
- Код по гидрологической изученности (ГИ) — 111100116
- Код бассейна — 10.01.01.001
- Номер тома по ГИ — 11
- Выпуск по ГИ — 1